# بايلنغريس
بايلنغريس (بالألمانية: Beilngries) هي بلدة ألمانية تقع في ألمانيا في منطقة إيشتيت.